# Ratpenat de dits llargs mitjà
El ratpenat de dits llargs mitjà (Miniopterus medius) és una espècie de ratpenat que es troba a Indonèsia, Xina, Malàisia, Papua Nova Guinea, les Filipines i, possiblement, a Salomó i Tailàndia.